# Казакевич, Игорь
Игорь Казакевич (латыш. Igors Kazakevičs; род. 17 апреля 1980, Плявиньский край) — латвийский легкоатлет, специалист по спортивной ходьбе. Выступал за сборную Латвии по лёгкой атлетике в 2006—2012 годах, победитель и призёр первенств национального значения, участник двух летних Олимпийских игр.

## Биография
Игорь Казакевич родился 17 апреля 1980 года в деревне Виеталва Стучкинского района Латвийской ССР.
Занимался спортивной ходьбой под руководством тренера Бригиты Краузе. Окончил Высшую банковскую школу в Риге.
Впервые заявил о себе в лёгкой атлетике на международном уровне в сезоне 2006 года, когда вошёл в состав латвийской национальной сборной и выступил на Кубке мира по спортивной ходьбе в Ла-Корунье, где на дистанции 50 км занял итоговое 38-е место.
В 2007 году в той же дисциплине занял 25-е место на Кубке Европы в Ройал-Лемингтон-Спа и 28-е место на чемпионате мира в Осаке.
На Кубке мира 2008 года в Чебоксарах показал в 50-километровой гонке 15-й результат. Благодаря череде удачных выступлений удостоился права защищать честь страны на летних Олимпийских играх в Пекине — в программе ходьбы на 50 км с личным рекордом 3:52:38 финишировал 16-м.
В 2011 году принимал участие в чемпионате мира в Тэгу, где в дисциплине 50 км сошёл с дистанции.
Выполнив олимпийский квалификационный норматив, представлял Латвию на Олимпийских играх 2012 года в Лондоне — на сей раз в ходьбе на 50 км показал результат 4:06:47 и расположился в итоговом протоколе соревнований на 42-й строке.